# Мхамди, Абделали
Абделали Мхамди (араб. عبد العالي المحمدي‎; 29 ноября 1991, Марракеш) — марокканский футболист, вратарь марокканского клуба «МАС». Вызывался в национальную сборную Марокко.

## Клубная карьера
Мхамди родился в Марракеше и свою профессиональную игровую карьеру начал в местном клубе «Кавкаб» в 2012 году, проведя перед этим два сезона в молодежной команде клуба. Там он провел три сезона, победив во втором дивизионе чемпионата Марокко по футболу в 2013 году. 24 июля 2015 года после разногласий с руководством клуба, касающихся условий его контракта, он перешёл в марокканский клуб «Ренессанс Беркан». Сумма трансфера составила 300 000 долларов США.

## Карьера в сборной
Абделали Мхамди вызывался Заки Баду в сборную на товарищеский матч с командой Уругвая 28 марта 2015 года, но на поле не вышел.

## Достижения

### Командные
«Кавкаб»
- Чемпион Ботола 2 2012/2013